# NINA
NINA (аббр. от англ. National Institute Northern Accelerator) — электронный синхротрон, работавший в Дарсберийской лаборатории, Великобритания, в 1964—1977 годах для экспериментов по физике частиц, а затем как источник синхротронного излучения 1-го поколения.

## История
Проект синхротрона был одобрен правительством в 1962 году, организована лаборатория Дарсбери. Установка была построена в 1964 году для экспериментов по физике частиц. Первый пучок был ускорен до проектной энергии 4 ГэВ в 1966 году. В 1967 году началось использование NINA как источника синхротронного излучения. В 1975 произведён значительный апгрейд установки, повышена энергия до 6 ГэВ, увеличена жёсткость фокусировки для уменьшения эмиттанса. Накопитель был остановлен после решения о сооружении первого в мире источника СИ 2-го поколения, SRS (Synchrotron Radiation Source). Инфраструктура от синхротрона NINA впоследствии использовалась для постройки следующих поколений ускорителей, как SRS, так и протонного синхротрона ISIS, который использовал мощный дроссель.

## Конструкция
Инжекция в синхротрон происходила из линака на энергию 40 МэВ, расположенного снаружи кольца.